# Falculina antitypa
Falculina antitypa är en fjärilsart som beskrevs av Edward Meyrick 1916. Falculina antitypa ingår i släktet Falculina och familjen plattmalar. Inga underarter finns listade i Catalogue of Life.